# Liste der Landschaftsschutzgebiete im Neckar-Odenwald-Kreis
Im Neckar-Odenwald-Kreis gibt es 26 Landschaftsschutzgebiete.  Nach der Schutzgebietsstatistik der Landesanstalt für Umwelt, Messungen und Naturschutz Baden-Württemberg (LUBW) stehen 15.531,25 Hektar der Landkreisfläche unter Landschaftsschutz, das sind 13,79 Prozent.

## Landschaftsschutzgebiete im Neckar-Odenwald-Kreis
| Name                                                       | Bild | Kennung               | Einzelheiten | Position | Fläche Hektar | Datum         |
| ---------------------------------------------------------- | ---- | --------------------- | --- | -------- | ------------- | ------------- |
| Reisenbachtal                                              |      | 2.25.001 WDPA: 323791 | Limbach, Mudau, Waldbrunn Tief eingeschnittenes Odenwaldtal mit Mauerresten der 1850 abgegangenen Siedlung Ferdinandsdorf. | ⊙        | 344,3         | 12. Apr. 1920 |
| Hasbachtal                                                 | BW   | 2.25.004 WDPA: 321407 | Mosbach Unberührtes Bachtal des Odenwaldes. | ⊙        | 30,1          | 8. Mai 1940   |
| Trienzbachtal mit Seitentälern                             | BW   | 2.25.005 WDPA: 325231 | Fahrenbach, Limbach, Mosbach, Mudau Reizvolles Odenwaldtal, typischer und repräsentativer Landschaftsraum des Sandstein-Odenwaldes. | ⊙        | 776,8         | 1. Feb. 1990  |
| Winterhauch-Katzenbuckel                                   | BW   | 2.25.008 WDPA: 325910 | Waldbrunn Höchste Erhebung des badischen Odenwaldes; Basaltkuppe mit Wald, vielfältige, z. T. bizarre Topographie; Erholungsgebiet. | ⊙        | 289,7         | 5. Mai 1992   |
| Wacholderheide Oberes Mittel                               | BW   | 2.25.010 WDPA: 325489 | Mosbach | ⊙        | 12,5          | 26. Okt. 1954 |
| Höllgrund mit Eisigklinge und Scheuerklinge                | BW   | 2.25.012 WDPA: 321732 | Waldbrunn Noch weitgehend in natürlichem Zustand erhaltener Landschaftsteil des Hinteren Odenwaldes, der mit seiner harmonischen Vielfalt eine hohe natürliche Erholungseignung aufweist. | ⊙        | 413,5         | 1. Okt. 1987  |
| Morretal                                                   |      | 2.25.014 WDPA: 323049 | Buchen Idyllisches Odenwaldtal. | ⊙        | 167,0         | 24. Apr. 1940 |
| Fischbachtal                                               |      | 2.25.015 WDPA: 320811 | Adelsheim Typisches Baulandtal, einschließlich Teile um die Seckach; bewaldete Hänge. | ⊙        | 54,9          | 12. Juni 1956 |
| Wacholder und Brücklein                                    |      | 2.25.016 WDPA: 325477 | Hardheim Ehemaliges Weinberggelände im Unteren Muschelkalk; Hecken, Steppenheide, Schafweide, Steppenheidewald. | ⊙        | 22,5          | 20. Juni 1956 |
| Brünnbachberg                                              | BW   | 2.25.017 WDPA: 320129 | Adelsheim Ehemaliges Weinberggelände mit Steinriegel, Hecken, Steppenheide und kleinen Wäldchen; Talaue des Brünnbaches. | ⊙        | 2,8           | 5. Sep. 1956  |
| Marsbachtal und Eiderbachtal                               | BW   | 2.25.018 WDPA: 322906 | Buchen, Walldürn Typische Tallandschaft des Sandstein-Odenwaldes mit natürlichem Bachverlauf. | ⊙        | 174,8         | 2. Jan. 1981  |
| Schmalberg                                                 | BW   | 2.25.019 WDPA: 324219 | Hardheim Steilstufe des Unteren Muschelkalks; Steppenheide und Wald. | ⊙        | 127,1         | 20. Dez. 1956 |
| Schönhelden                                                | BW   | 2.25.020 WDPA: 324252 | Rosenberg Mischwald auf ehemaliger Schafweide; Pufferzone für das gleichnamige NSG. | ⊙        | 13,8          | 1. Juni 1984  |
| Hollerbachtal                                              |      | 2.25.021 WDPA: 321731 | Buchen Fortsetzung des Landschaftsschutzgebietes Morretal; Verwerfung und Muschelkalkinsel im Buntsandsteingebiet; Wacholderheiden, kleine Wäldchen. | ⊙        | 43,6          | 16. Mai 1957  |
| Mudbachtal                                                 | BW   | 2.25.022 WDPA: 323057 | Mudau Enges Odenwaldtal mit bewaldeten Hängen. | ⊙        | 588,9         | 12. Apr. 1920 |
| Zimmerwald                                                 |      | 2.25.023 WDPA: 325987 | Hardheim Wald mit keltischer Viereckschanze. | ⊙        | 8,8           | 29. Jan. 1959 |
| Erfatal                                                    | BW   | 2.25.024 WDPA: 320667 | Hardheim | ⊙        | 814,2         | 2. Jan. 1975  |
| Neckartal III                                              |      | 2.25.025 WDPA: 323147 | Binau, Haßmersheim, Hüffenhardt, Mosbach Tallandschaft im Übergangsbereich zwischen Kraichgau, Bauland und Sandstein-Odenwald mit Prall- und Gleithängen, schluchtartigen Klingen und Flussauen. | ⊙        | 4.692,3       | 19. Mai 2003  |
| Neckartal II mit Koppenbachtal, Weisbachtal und Seebachtal |      | 2.25.027 WDPA: 323146 | Fahrenbach, Mosbach, Neckargerach, Neunkirchen, Waldbrunn, Zwingenberg Charakteristische Neckarlandschaft mit Uferzonen, Auen, Prall- und Gleithängen des Neckars, bewaldete Talflanken, die naturgeschichtliche Laufentwicklung des Neckars bezeugende Umlaufberg Mittelberg; kulturhistorisch geprägter Wechsel von Wald, Wiese, Feldflur und Auen | ⊙        | 4.096,9       | 17. Juni 2003 |
| Henschelberg                                               | BW   | 2.25.029 WDPA: 321552 | Mosbach Ökologisch notwendiger Ergänzungsraum für das gleichnamige NSG; wichtiges Erholungsgebiet. | ⊙        | 160,8         | 19. Dez. 1990 |
| Elzbachtal                                                 | BW   | 2.25.030 WDPA: 320618 | Buchen, Limbach, Mosbach, Mudau Charakteristischer Landschaftsbestandteil des Sandstein-Odenwaldes und des Baulandes. | ⊙        | 1.600,2       | 13. Juni 1991 |
| Nüstenbachtal mit westlich angrenzendem Höhenrücken        |      | 2.25.031 WDPA: 323325 | Mosbach Charakteristischer Landschaftsbestandteil im Übergangsbereich von Sandstein-Odenwald und Bauland. | ⊙        | 461,3         | 21. Juni 1991 |
| Unteres Rinschbachtal                                      | BW   | 2.25.032 WDPA: 325355 | Adelsheim, Osterburken, Seckach Mittel- und Unterlauf des Rinschbachtales als charakteristischer Landschaftsteil des Baulandes; traditionelle Bodennutzung mit Wechsel von Wald, Feld und Grünland; naturnah mäandrierender Bachlauf mit Hochstauden, Röhricht und Ufergehölzen; Naß-, Feucht- und Frischwiesen; trockene Wiesen und Hecken in den unteren Hangbereichen, ausgedehnte, naturnah bestockte Waldungen mit breiten, reich strukturierten Waldrändern. | ⊙        | 283,2         | 22. Dez. 1920 |
| Kirnautal                                                  |      | 2.25.033 WDPA: 322152 | Osterburken, Rosenberg Für das gleichnamige NSG notwendiger Ergänzungsraum und Pufferzone; Sicherung des Gewässersystems und der Feuchtbiotope vor Eutrophierung. | ⊙        | 121,3         | 19. Mai 1994  |
| Landschaft um den Heppenstein                              |      | 2.25.034 WDPA: 322409 | Mosbach, Elztal Charakteristisches Seitental der Elz mit den flankierenden Höhenzügen, vielfältig gegliederte Flur, ökologisch wertvolle Landschaftselemente, vielfältig strukturierte Waldbereiche; ökologisch notwendiger Ergänzungsraum und Pufferzone für das NSG "Landschaft um den Heppenstein". | ⊙        | 206,6         | 16. Dez. 1994 |
| Dallauer Tal                                               | BW   | 2.25.035 WDPA: 320266 | Elztal Ökologisch notwendiger Ergänzungsraum für das gleichnamige NSG; Pufferfunktion gegen Siedlungsdruck, Eutrophierung und Staubimmissionen. | ⊙        | 50,7          | 17. Aug. 1995 |
| Legende für Landschaftsschutzgebiet                        |      |                       | |          |               |               |